# إوكاربيا (ثيسالونيكي)
إوكاربيا (Ευκαρπία) هي إحدى ضواحي منطقة ثيسالونيكي الحضرية وكانت بلدية سابقة في مقاطعة ثيسالونيكي في اليونان. بعد إصلاح الحكومة المحلية عام 2011، أصبحت جزءًا من بلدية بافلوس ميلاس، والتي تعد وحدة بلدية فيها.  عدد السكان 35,000 (2011). تبلغ مساحة الوحدة البلدية 13,263 كيلومتر مربع. 

## التاريخ
تأسست البلدية بعد الحرب اليونانية التركية على يد لاجئين يونانيين من آسيا الصغرى وبنطس، استقروا فيها بعد تبادل السكان. وسُمّيت تيمنًا بإوكاربيا، الواقعة فيما يُعرف الآن بمنطقة أوشاك في تركيا. كما انتقل إليها عدد كبير من الأرومانيين من قريتي ميغالا ليفاديا وكوكينوبيلوس.